# Gosford Park
Gosford Park is een ensemblefilm uit 2001 van Robert Altman. Het scenario is van Julian Fellowes en won een Academy Award voor Beste Originele Scenario. Een groot aantal bekende acteurs gaf acte de présence in de film, die zich in de jaren 30 afspeelt in een Engels landhuis.

## Verhaal
De film speelt zich af in 1932 in een groot Engels landhuis, Gosford Park, dat toebehoort aan de rijke Sir William McCordle. Een gezelschap rijke Britten en Amerikanen, allen bijgestaan door hun bedienden en hier samen voor een weekend van fazant-schieten, wordt midden in de nacht opgeschrikt door een moord die in het huis gepleegd wordt.
De moord wordt vanuit het perspectief van de dienstboden verteld. Het mysterie is het kader waarbinnen Altman de spanningen van het Britse klassensysteem uiteenzet. Ook komen de seksuele moraal van die tijd (waaronder impliciete homoseksualiteit) en het verval van het Britse Rijk en het Britse adelsysteem aan de orde.
De vele personages staan door middel van talloze door elkaar geweven subplots (veelal bestaande uit geheimen en verborgen agenda's) met elkaar in verband.

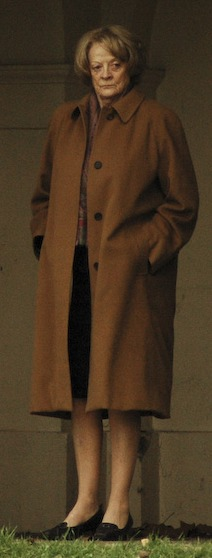
Maggie Smith

## Rolverdeling

### Aristocraten
- Michael Gambon - Sir William McCordle, eigenaar van Gosford Park
- Maggie Smith - Constance, de roddelende Gravin van Trentham, tante van Sylvia, Louisa en Lavinia
- Kristin Scott Thomas - Lady Sylvia, ongelukkige vrouw van Sir William
- Camilla Rutherford - Isobel, naïeve dochter van William en Sylvia
- Natasha Wightman - Lady Lavinia Meredith, zus van Sylvia en Louisa
- Tom Hollander - Lieutenant-Commander Anthony Meredith, echtgenoot van Lavinia
- Charles Dance - Raymond, Lord Stockbridge, oorlogsheld, echtgenoot van Louisa
- Geraldine Somerville - Louisa, Lady Stockbridge, vrouw van Lord Stockbridge en zus van Lavinia en Sylvia
- Claudie Blakley - Mabel, een middenklasse erfgename
- James Wilby - Freddie Nesbitt, echtgenoot van Mabel
- Laurence Fox - Lord Rupert Standish, zoon van een markgraaf, geïnteresseerd in Isobel
- Trent Ford - Jeremy Blond, immorele vriend van Lord Rupert
- Jeremy Northam - Ivor Novello, acteur, neef van Sir William
- Bob Balaban - Morris Weissman, Hollywood producer, gast van Ivor Novello

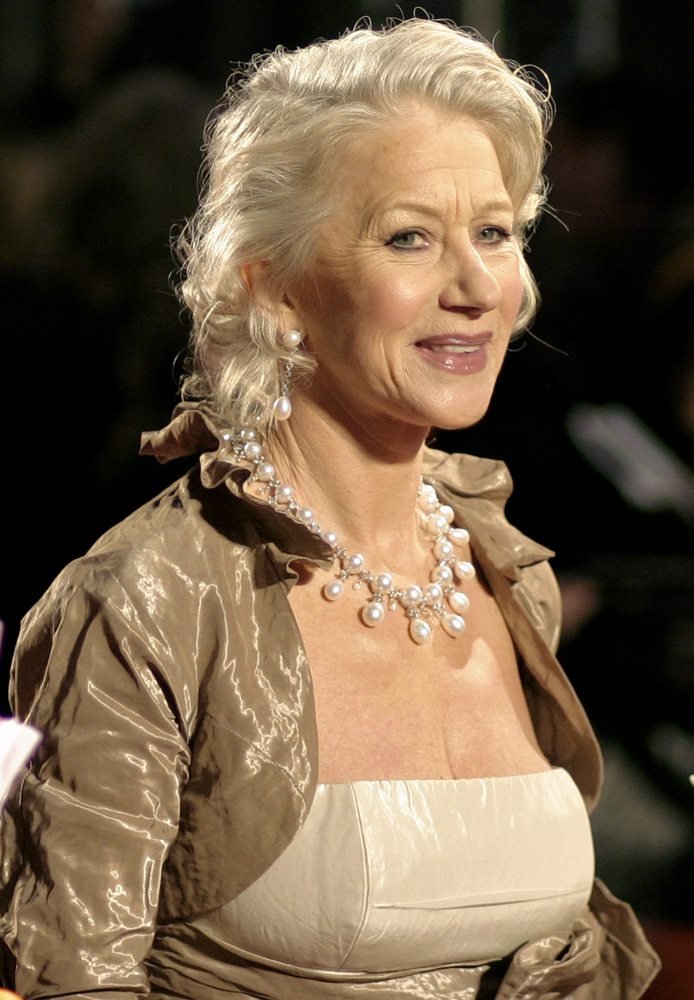
Helen Mirren

### Bedienden
- Alan Bates - Jennings, de butler
- Helen Mirren - Mrs. Wilson, hoofd huishouding
- Eileen Atkins - Mrs. Croft, de kokkin
- Ryan Phillippe - Henry Denton, Weissmans assistent
- Emily Watson - Elsie, hoofdkamermeisje
- Richard E. Grant - George, lakei
- Clive Owen - Robert Parks, Lord Stockbridge' bediende
- Derek Jacobi - Probert, Sir Williams bediende
- Kelly Macdonald - Mary Maceachran, Lady Trenthams persoonlijke kamenier
- Sophie Thompson - Dorothy, kamenier
- Meg Wynn Owen - Lewis, Lady Sylvia's persoonlijke kamenier
- Jeremy Swift - Arthur, lakei
- Adrian Scarborough - Barnes, Commander Merediths valet.
- Teresa Churcher - Bertha, keukenmeid

### Buitenstaanders
- Stephen Fry - Inspector Thompson
- Ron Webster - Constable Dexter, Thompsons assistent.

## Oscarnominaties
- Academy Award voor Beste Film
- Academy Award voor Beste Regie
- Academy Award voor Beste Originele Scenario (gewonnen)
- Academy Award voor Beste Vrouwelijke Bijrol (Maggie Smith en Helen Mirren)
- Academy Award voor Beste Kostuumontwerp
- Academy Award voor Beste Art Direction

Voorts won de film twee BAFTA Awards en één Golden Globe.